# I SHOW
i SHOW는 대한민국의 방송채널 사용사업자인 iHQ가 운영하는 텔레비전 채널이다.